# ゲンロン
株式会社ゲンロン（Genron. Co., Ltd.）は、東京都品川区に本社を置く日本の出版社。人文系の出版のほか、イベントスペース事業やアート・カルチャースクール運営事業などを主な事業としている

## 概要
現在の主要な刊行物は批評誌『ゲンロン』である。同誌は2015年までに刊行されてきた『思想地図β』、『ゲンロン通信』の問題意識を引き継いだ雑誌で、同社が開催するカフェイベントやスクールと連動している。そのほかに、友の会会報の電子批評雑誌『ゲンロンβ』やゲンロン叢書の刊行もおこなっている。
イベントスペース事業では自社運営の「ゲンロンカフェ」にて、人文系の研究者や作家などに留まらず、理系の研究者やアーティスト、ミュージシャンなど、幅広いジャンルの人物を招いたトークイベントをおこなっている。それらはニコニコ生放送、自社の有料配信プラットフォーム「シラス」で配信されている。
スクール事業では、SF作家・読み手を目的とした「大森望 SF創作講座」や、漫画家育成を目指した「ゲンロン ひらめき☆マンガ教室」などを運営している。
2020年からは、有料配信プラットフォーム「シラス」を開始し、オンラインにおける視聴者を獲得しつつある。

## 沿革
- 2010年
  - 4月6日 - 東浩紀がインテリアデザイナーで建築家の浅子佳英、空間デザイナーの李明喜らと共に東京都新宿区四谷に合同会社コンテクチュアズ（Contectures, LLC.）[4]として設立。
  - 6月 - 「コンテクチュアズ（ゲンロン）友の会」発足。
  - 2010年8月号より、隔月の会報「しそちず！」の刊行開始。第4号まで「Contectures supporters' paper」という副題がついていた。第5号以降は「しそちず！：コンテクチュアズ友の会会報」となる。
  - 12月 - 『思想地図β vol.1』（特集・ショッピング／パターン） 刊行。
- 2011年
  - 1月31日 - 東が新しく代表に就任。
  - 4月11日 - 本社を東京都品川区西五反田のイルモンドビルに移転。
- 2012年
  - 1月、『震災から語る 別冊思想地図β ニコ生対談本シリーズ#1』（東浩紀編、和合亮一・津田大介・竹熊健太郎・東浩紀共著）刊行。
  - 2月、隔月の会報である「ゲンロンエトセトラ」の発行を開始。第1号のみコンテクチュアズ友の会会報として出版された。
  - 3月、『メディアを語る 別冊思想地図β ニコ生対談本シリーズ#2』（東浩紀編、川上量生・宇川直宏・濱野智史・東浩紀共著）刊行。
  - 4月1日 - 株式会社ゲンロンに社名を変更すると共に、社外取締役として津田大介・福嶋麻衣子（もふくちゃん）を迎える。[5]
  - 8月1日 - 東京ピストルの加藤賢策デザインのロゴタイプに変更[6]。
  - 9月10日 - 代表が提唱する「福島第一原発観光地化計画」（後述）の商標を出願[7]。
- 2013年
  - 2月1日 - 代表がプロデュースする文系と理系が融合するイベント空間スペース＆カフェ「ゲンロンカフェ」を本社近くにオープン[8]。
  - 「ゲンロン通信」の刊行
- 2015年
  - 3月、「ゲンロン 佐々木敦 批評再生塾」発足[9]。
  - 4月、「ゲンロン カオス*ラウンジ 新芸術校」開講。
  - 12月、『ゲンロン１　現代日本の批評』刊行。
- 2016年
  - 4月、「大森望 SF創作講座」第1期開講。
- 2017年
  - 4月、『ゲンロン０　観光客の哲学』（東浩紀の単著）。「ゲンロン ひらめき☆マンガ教室」第1期開講。
  - 11月、ボルボ・カー・ジャパン株式会社と共同運営の「「ゲンロンカフェ@VOLVO STUDIO AOYAMA」開始[10]。
- 2018年 - 「ゲンロン叢書」シリーズ創刊。12月、代表取締役が上田洋子に交代。
- 2019年 - 『ゲンロン』第２期開始。
- 2020年
  - 4月、webメディア「ゲンロンα」（現「webゲンロン」）を開設。
  - 6月「ゲンロンSF文庫」シリーズ創刊。
  - 8月、「ゲンロン カオス*ラウンジ 新芸術校」から「ゲンロン新芸術校」にリニューアル[11]。
  - 10月、グループ会社の合同会社シラスを通じて、有料動画配信プラットフォーム「シラス」開始。[12]
  - 11月、「第36回梓会出版文化賞 特別賞」（ 一般社団法人 出版梓会）受賞[13]
- 2024年
  - 4月、AIを利用した新たな司書（検索）サービス「クジラ」のβ版をリリース[14]。

## 主な出版物

### 雑誌
- 『ゲンロン』（2015年〜）
  - 『ゲンロン1　現代日本の批評』2015年12月
  - 『ゲンロン2　慰霊の空間』2016年4月
  - 『ゲンロン3　脱戦後日本美術』2016年7月
  - 『ゲンロン3.5』（非売品）
  - 『ゲンロン4　現代日本の批評II』2016年11月
  - 『ゲンロン5　幽霊的身体』2017年6月
  - 『ゲンロン6　ロシア現代思想I』2017年9月
  - 『ゲンロン6.5』（非売品）
  - 『ゲンロン7　ロシア現代思想II』2017年12月
  - 『ゲンロン8　ゲームの時代』2018年5月
  - 『ゲンロン8.5』（非売品）
  - 『ゲンロン9』2018年11月（第１期完結）
  - 『ゲンロン10』2019年9月（第２期開始）
  - 『ゲンロン11』2020年9月
  - 『ゲンロン11.5』（非売品・友の会11期更新特典）
  - 『ゲンロン12』2021年9月
  - 『ゲンロン12.5』（非売品・友の会12期更新特典）
  - 『ゲンロン13』2022年10月
  - 『ゲンロン14』2023年3月
  - 『ゲンロン15』2023年10月
  - 『ゲンロン16』2024年4月
  - 『ゲンロン17』2024年10月
  - 『ゲンロン18』2025年5月

### 単行本
- 東浩紀『ゲンロン０　観光客の哲学』2017年3月
- 「ゲンロン叢書」シリーズ（2018年〜）
- 「ゲンロンSF文庫」
  - 琴柱遥『枝角の冠』（第3回ゲンロンSF新人賞受賞作）
  - 進藤尚典『推しの三原則』（第3回ゲンロンSF新人賞・大森望賞受賞作）
  - 高木ケイ『ガルシア・デ・マローネスによって救済された大地』
  - アマサワトキオ『ラゴス生体都市』
  - 麦原遼『逆数宇宙』
  - 榛見あきる『虹霓のかたがわ』
  - 田場狩『秘伝隠岐七番歌合』2023年2月。
  - 河野咲子『水溶性のダンス』2023年2月。第5回ゲンロンSF新人賞受賞
- 『マンガ家になる！　ゲンロン ひらめき☆マンガ教室 第1期講義録』（さやわか、西島大介、横槍メンゴ、TAGRO、こうの史代、武富健治、コヤマシゲト、江口寿史、田亀源五郎、師走の翁、今井哲也、横山了一、ヤマシタトモコ、伊藤剛、江上英樹、大井昌和）2018年11月発行
- 大山顕、東浩紀『ショッピングモールから考える ユートピア・バックヤード・未来都市』幻冬舎 、2016年1月。電子版はゲンロン、2020年5月。
- 「思想地図」（思想地図β）

### 過去の出版物

#### 電子雑誌
- 『ゲンロンβ』（2016年4月から2023年9月。全83号。電子批評雑誌。雑誌『ゲンロン』の姉妹誌の立ち位置。月1−2回配信されている。）
  - 前身
    - 『福島第一原発観光地化ブロマガ』、『福島第一原発観光地化計画通信』（2013年）
    - 『ゲンロン観光地化通信』#12~37（全26号、2014年5月から2015年5月）
    - 『ゲンロン観光通信』（全10号、2015年6月から2016年3月）

- 「しそちず！」（2010年8月〜2011年12月号の第8号）
- 「ゲンロンエトセトラ」#1-8（2012年2月〜2013年5月号）
- 『ゲンロンサマリーズ』Vol.1〜Vol.108（全108号、2012年5月から2013年6月、新刊人文書を紹介するメールマガジン）
- 「ゲンロン通信」#9-17（2013年10月号から2015年6月号）

## webメディア
webゲンロン（旧「ゲンロンα。2020年4月〜）：人文系ポータルサイト。時事的な事柄や、「ゲンロンβ」から抜粋された記事が掲載。

## シラス
2020年10月19日にリリースされた、無料（フリー）のビジネスモデルへの応答として作られた、独自の配信プラットフォーム。運営会社は、ゲンロンのグループ会社である合同会社シラス。開発協力会社は、株式会社グルコース。配信番組は広告を伴わず、すべて有料（チャンネル単位の月額購読または番組単位の個別課金）となっている。2020年9月、クローズドβテスト開始。10月、正式リリース。10月24日、ユーザーチャンネル開設開始。第一弾は、ライターのさやわかの「さやわかのカルチャーお白洲」、近現代史家の辻田真佐憲の「辻田真佐憲の国威発揚ウォッチ」の2チャンネル。26日、ユーザー放送第1回が配信された。サービス名である「シラス」の由来は、魚の「シラス」、「知らせる」「お白州」、「しらす」（坂本多加雄による用語）。2021年2月、登録ユーザー数が1万人を超えたことを発表。2021年12月には、優れた顧客体験を表彰する「CX AWARD 2021」を受賞した。

### 配信チャンネル
- 「ゲンロン完全中継チャンネル」
- 「さやわかのカルチャーお白洲」（2020年10月24日開設）
- 「辻田真佐憲の国威発揚ウォッチ」（2020年10月24日開設）
- 「弓指寛治のSur-Vive!」（2020年12月8日開設）
- 「大井昌和のコミックガタリー　シラス版！」（2020年12月21日開設）
- 「西田亮介のRiding On The Politics」（2021年1月6日開設）
- 「大山顕の都市を現像する」（2021年1月12日開設）
- 「小松理虔のローカルNICEST」（2021年1月19日開設）
- 「石戸諭の＜ニュース＞の未来」（2021年2月9日開設）
- 「上七軒文庫チャンネル in シラス」（2021年3月から配信）
- 「石田英敬の『現代思想の教室』」（2021年3月から配信）
- 「飲茶の史上最強の哲学」（2021年4月から配信）
- 「山下Topo洋平のHappy New Moment」（2021年4月から配信）
- 建築史家・五十嵐太郎、市川紘司「建築系勝手メディアver.3.0」（2021年4月から配信）
- 「大脇幸四郎のもっと不健康でいこう」（2021年5月から配信）
- 「笑の内閣のタカマニズム宣言」（2021年6月から配信）
- 「松下哲也のアート講釈日本地（ニッポンチ）」（2021年6月から配信）
- 「竹内真彦の三国志ラビリンス」（2021年8月から配信）
- 「浅子佳英のPRINT&BUILD RADIO」（2021年9月から配信）
- 「上田洋子のロシア語で旅する世界УРА!」（2021年10月から配信）
- 「菅浩江のネコ乱入！～創作講座と雑学などなど」（2021年10月から配信）
- 「丸山朝光の『川崎のナポレオン』」（2021年12月から配信）
- 「鹿島茂のN'importe quoi!（ナンポルト・クワ）」（2022年1月から配信）
- 「工藤拓真の『商売の哲学』」（2022年1月から配信）
- 「生うどんつちやの『シラスの台地で生きていく。』」（2022年1月から配信）
- 「川原伸晃のRENプランツケアチャンネル」（2022年1月から配信）
- 「田中功起の社会と抽象しらす」（2022年2月から配信）
- 「玉田玉山の大シラス演芸場」（2022年2月から配信、2024年11月に改名。旧チャンネル名は「大シラス演芸場！　玉山・玉木の修羅場☆ラ☆バンバ☆出世魚」）
- 「六畳書房の田舎でワンダー売ります。」（2022年6月から配信）
- 「茂木健一郎のインテリジェントな脳になる」（2022年6月から配信）
- 「辻智彦の撮影問答！」（2022年6月から配信、2023年6月15日チャンネル終了、2024年6月チャンネル再開）
- 「新垣隆の音楽室　シラス版」（2022年8月から配信）
- 「なかいしんごの平安サブカルチャーに恋して」（2022年10月から配信）
- 「五百蔵容のフットボール／インタラクション／レジリエンス」（2022年11月から配信）
- 「平山亜佐子のこちら文献調査局」（2023年3月から配信）
- 清水亮「教養としてのAI講座」（2023年3月から配信）
- 「山内志朗のラテン語が一瞬で身につく夢の哲学チャンネル（2023年5月から配信）
- 「堀内大助の空飛ぶマジック劇場」（2023年6月から配信）
- 「小浜徹也のここだけのＳＦと編集の話」（2023年7月から配信）
- 「小山政幸の徹底実践、スピリチュアル再生シラス」（2023年9月から配信）
- 「近内悠太の文明論　カクテルのように考える」（2023年9月から配信）
- ホルダンモリの「モンゴルの野を駆ける――アジアを巡る歴史と文字」（2023年11月から配信）
- 「唐澤頼充のかやぶきコモンズ」（2023年12月から配信）
- 「Gallery 幻 ～幻談する画家。沈黙する球体関節人形」（2024年2月から配信）
- 「大槻香奈の芸術お茶会」（2024年4月から配信）
- 「ひとり芝居創作チャンネル『半畳の世界から宇宙が生まれる。』」（2024年4月から配信）
- 「新田浩之のソ連中東欧鉄道共産管理局」（2024年6月から配信）
- 「上田久美子の演劇理想ロン　―マエケナスの古代ローマ的実験室―」（2024年7月から配信）
- 「綿野恵太の失われた批評を求めて」（2024年9月から配信）
- 「あなたが手に取り損ねた本 Book Diggin by速水健朗」（2024年9月から配信）
- 「燕三条カルチベイトチャンネル」（2024年9月から配信）
- 「上村洋一の『音紀航路』」（2024年10月から配信）
- 「濱田轟天の『漫研部室語り』」（2024年10月から配信）
- 「福冨渉のタイでワッタナタムしてください」（2025年4月から配信）

### 配信終了したチャンネル
- 「春木晶子のムーセイオン」（2021年10月から配信、2022年9月27日チャンネル終了）
- 「ゆり子とパヴェヴの必死のパッチ！」（2021年2月から配信、2023年1月31日チャンネル終了）
- 「評論集団アレ★Clubのバズらない生き方」（2021年5月から配信、2023年5月8日チャンネル終了）
- 「飯田泰之のシラス経済ゼミ」（2022年3月から配信、2023年6月30日チャンネル終了）
- 「ワタリウム美術館の思考するアート」（2022年7月から配信、2023年7月31日チャンネル終了）
- 「ビーグルアニメーションチャンネル」（2021年12月から配信、2023年12月21日チャンネル終了）
- 「本條流 三味三昧（しゃみざんまい）チャンネル」（2021年9月から配信、2024年2月29日チャンネル終了）
- 「坪野吉孝のふか読み医学・疫学セミナー」（2023年9月から配信、2024年4月15日チャンネル終了）
- 「パフェは究極のエンタメである」（2021年11月から配信、2024年8月1日チャンネル終了）
- 「古谷経衡の全軍突撃」（2021年11月から配信、2024年8月1日チャンネル終了）
- 「青山玲二郎のグローバルジャーニーピープル」（2022年10月から配信、2024年10月4日チャンネル終了）
- 「入江美穂の漢方よりみちまわりみち」（2024年7月から配信、2025年7月4日チャンネル終了）

## スクール事業（ゲンロンスクール）
- ゲンロン新芸術校（旧：ゲンロン カオス*ラウンジ 新芸術校）（2015年〜）
- 佐々木敦 批評再生塾（2015年〜2018年）
- 大森望 SF創作講座（2016年4月〜）：主任講師は、大森望。
- ゲンロン ひらめき☆マンガ教室：漫画家育成スクール。2017年4月開講。主任講師は、さやわか。前身は、講談社による「西島大介のひらめき☆マンガ学校」。
- ゲンロン こども教室
- 利賀セミナー
- チェルノブイリツアー（2013年〜）

## プロジェクト

### 福島第一原発観光地化計画
東浩紀が中心となって2012年から企画した、福島第一原子力発電所跡地付近の復興計画である。
2011年3月に起こった福島第一原子力発電所事故の記憶を風化させず人類史に残すことを目的とする。事故後25年後にあたる2036年頃、除染が進んで福島第一原子力発電所跡から数百メートルの距離まで一般市民が防護服なしに近づけるようになった状態を想定し、事故跡地付近に建設する施設やそこでの展示などを提案した。
先行事例として、撤去を検討されながら保存され世界遺産の指定を受けるに至った原爆ドーム、さらにはチェルノブイリ原子力発電所跡地が観光ツアーの行き先にもなっている例を参照する。
参加メンバーには東浩紀をはじめ、現代美術家の梅沢和木、社会学者の開沼博、ユビキタスエンターテインメント代表取締役社長兼CEOの清水亮、ジャーナリスト／メディア・アクティビストの津田大介、編集者・ライターの速水健朗、建築家の藤村龍至、観光学者の井出明が名を連ねている。
東は2019年に、「『福島第一原発観光地化計画』の出版が失敗に終わったあとは、社会問題に関わること、それそのものが虚しく感じられるようになった。あの失敗は、たんに売上の点で不調であっただけでなく、不調を知った共著者の社会学者が手のひらを返したようにぼくを批判し始めるという、きわめて後味の悪い経験だった。」と述べている。
- 2012年
  - 9月10日：本計画に先立って、商標を出願する[7]。
  - 10月28日：参加メンバーが福島県南相馬市で現地関係者とともにワークショップを開催[21]。
  - 11月3日：コアメンバーの津田大介、開沼博と東浩紀が早稲田祭2012で行われたシンポジウムに登壇[22][23]。
  - 12月22日：第3回ニコニコ学会βで、江渡浩一郎、八谷和彦と東浩紀によるシンポジウム「『福島第一原発観光地化計画』を考える」が行われる[24]。
- 2013年
  - 2月23日：ゲンロンカフェで連続イベント「福島第一原発観光地化計画ナイト」の第1回が開催される[25]。
  - 4月8日 - 15日:チェルノブイリ原子力発電所を視察[26]。
  - 7月、『チェルノブイリ・ダークツーリズム・ガイド 思想地図β vol.4-1』刊行
  - 11月15日：Vol.4-2「特集・福島第一原発観光地化計画」刊行
  - 12月24日 - 29日:ゲンロンカフェで「「フクシマ」へ門を開く――福島第一原発観光地化計画展 2013」が開催される[27]。
  - 12月27日 - 29日:現代アート集団「カオス*ラウンジ」による新作「福島第一原発麻雀化計画」が公開[28][29]

## 評価
- 文芸評論家の渡部直己は2017年3月に週刊読書人ウェブに掲載された柄谷行人との対談で、「なかなか頑張ってます」と発言し、続けて「大澤信亮、杉田俊介、浜崎洋介という人たちが『すばる』誌を拠点として、この「ゲンロン」に対抗しようとしている」とした。

## 関連書籍
- 『ゲンロン戦記 「知の観客」をつくる』：中公新書ラクレより2020年12月刊行。東浩紀がゲンロン立ち上げ以降（コンテクチュアズ時代を含む）を振り返ったもの。